# Wels
Wels (in austro-bavarese Wös) è una città statutaria austriaca di 58 713 abitanti, seconda per popolazione del land di Alta Austria, dopo Linz. Per popolazione è la settima città del paese. Era chiamata "Ovilava" dai Romani.

## Storia
Gli Illiri e i Celti sono i primi popoli documentabili. Dal 15 a.C. seguono cinque secoli di dominio romano. Ovilava, fondata sotto l'imperatore Adriano, aveva un'estensione di 90 ettari, le mura della città erano lunghe 4 km, con una popolazione di 18 000 abitanti ed un grande territorio confinante. All'inizio del V sec. avvenne la cristianizzazione della popolazione e nel 600 d.C. vi immigrarono i Bavaresi. Nel 776 si trova la prima menzione di castrum uueles nei documenti. Fu elevata a mercato nel 1215 da Leopold VI dei Babenberg e nel 1222 a città di Wels. Negli anni successivi sovrani come Rodolfo IV d'Asburgo o il duca Albrecht III diedero una forte impronta alla città. Il 12 gennaio del 1519 l'imperatore Maximilian morì nel castello di Wels. Alla fine del XVI sec., all'inizio della controriforma, i cittadini benestanti abbandonarono la città; le guerre dei contadini e la Guerra dei Trent'anni furono la causa del declino economico di Wels. Nel XVIII sec. il centro della città fu reso barocco. Nella prima metà del XIX sec. vennero costruiti la ferrovia a cavalli e molti stabilimenti industriali. Dal 1948 è ricominciata la crescita di Wels e nel 1964 ha ricevuto uno statuto proprio.

## Geografia fisica

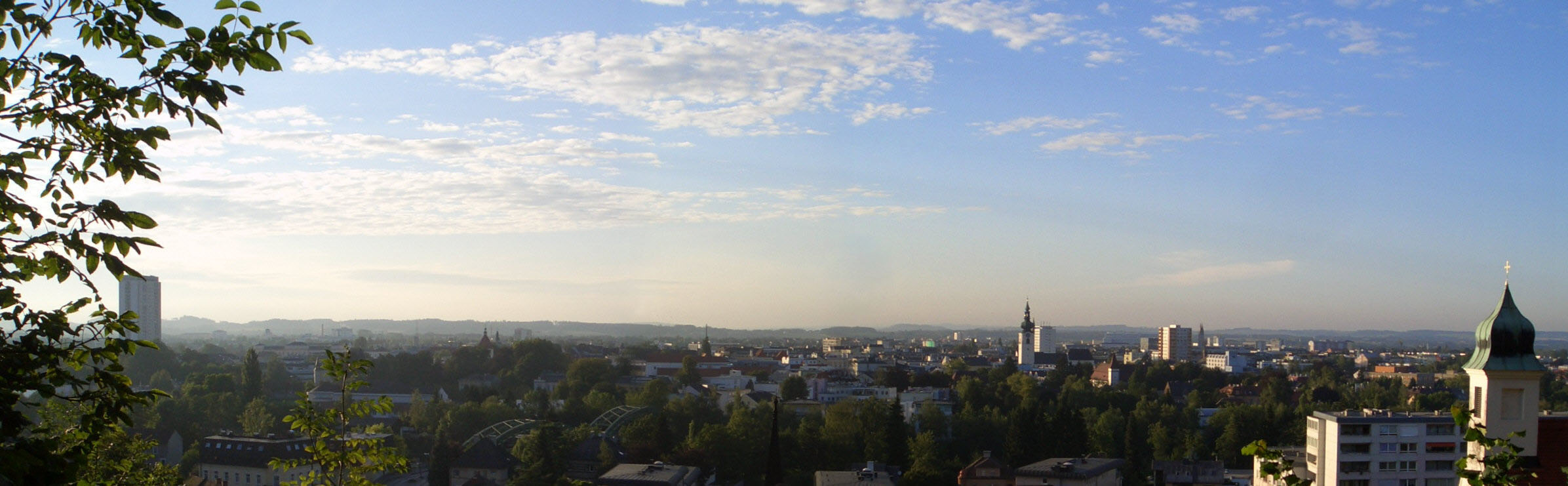
Panorama di Wels

Wels si trova nel centro d'Alta Austria, in mezzo alla regione di Wels-Land e lungo il fiume Traun. Due altri fiumi irrorano la città: il Mühlbach e il Grünbach. Wels ha 7 comuni limitrofi, cioè Buchkirchen, Marchtrenk, Schleißheim, Thalheim, Steinhaus, Gunskirchen e Krenglbach. Il confine tra Wels è Thalheim è il fiume Traun.

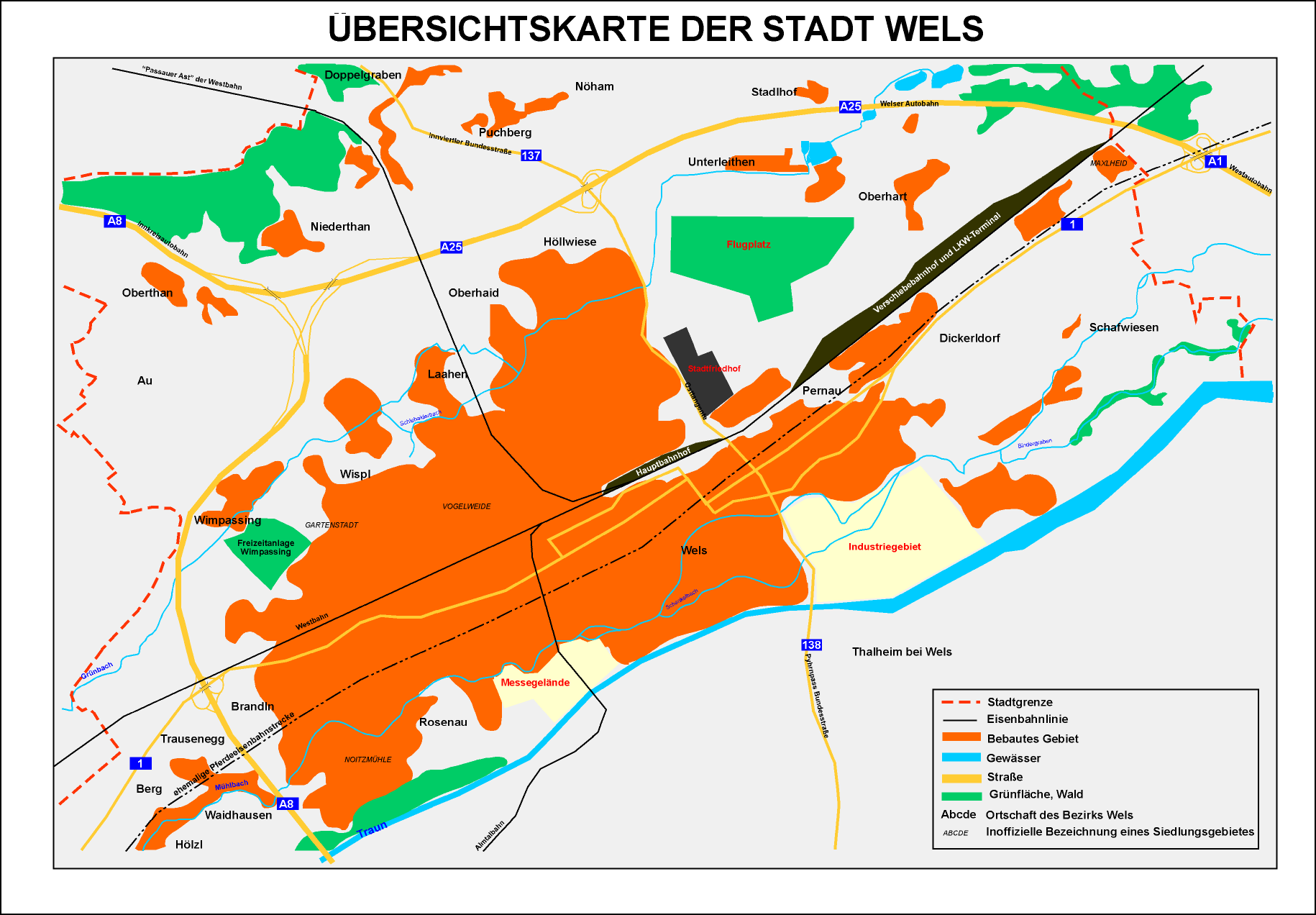
Cartina della città

In generale il comune di Wels si divide in trentadue frazioni: Aichberg, Au, Berg, Brandl, Dickerldorf, Doppelgraben, Eben, Graßl, Höllwiesen, Hölzl, Kirchham, Laahen, Lichtenegg, Mitterlaab, Nöhm, Niederthan, Oberheid, Oberhart, Oberlaab, Oberthan, Pernau, Puchberg, Roithen, Rosenau, Schafwiesen, Stadlhof, Trausenegg, Unterleithen, Waidhausen, Wels, Wimpassing e Wispl.
Inoltre, nel senso politico, la regione si divide in sei Katastralgemeinden (Katastral è tedesco per "catasto"): Lichtenegg, Obereisenfeld, Pernau, Puchberg, Untereisenfeld e Wels.
Ci sono anche designazioni non ufficiali per certi centri abitati, come per esempio Noitzmühle consistendo a maggior parte di grattacieli e Gartenstadt o Maxlheid che sono abitati in periferia.

## Monumenti e luoghi d'interesse
Molti edifici e monumenti storici di Wels non esistono più, tra questi le porte della città. La gran parte degli edifici nella piazza principale risale al XIII secolo. Particolarmente interessanti le arcate dai XVI e XVII secoli, parzialmente accessibili.
- Castel Polheim.
- Castello di Wels. Le origini del castello non sono documentate. Le forme recenti risalgono alla reggenza di Massimiliano I. Dal 1954 ospita il museo della città.
- Casa di Salome Alt, adornata con stemma e una facciata pomposa, entrata in possesso di Hans Hoffmann nel 1150. Nel 1611 Salome Alt è andata ad abitare nella casa e vi ha vissuto fino alla sua morte nel 1663.
- Herminenhof. Nel XVI secolo è stata fondata la sede nobiliare Alttrauneck. Su questa è stata costruita una casa di due piani con una facciata molto bella nel 1725. All'inizio del XX secolo alcune parti sono state abbattute. Dal febbraio 2010 si chiama Dreiklanghof e rappresenta un nuovo centro culturale con la biblioteca, l'archivio comunale ed anche la scuola di musica.
- Torre Lederer (o Porta Lederer). Le forme recenti risalgono al 1616 - 1619. Il famoso tetto, il quale si chiamava “Zwiebeldach”, è andato in fiamme ed è venuto sostituito nel 1771. La torre è accessibile in parte.
- Minoritenkloster. L'ordine dei frati questuanti a Wels è stato costruito verso l'anno 1280, sostenuto dalle famiglie nobili residenti. Dall'anno 1784 il monastero appartiene la città di Wels che lo ha impiegato per il servizio militare, per il corpo dei vigili del fuoco oppure come alloggio fino al restauro per l'esposizione del paese Alta Austria nell'anno 2000.
- Il Castello Polheim: il nobile e uomo al potere di Wels Albero von Polheim ha costruito il
- Chiesa Parrocchiale della città: è stata menzionata per la prima volta nell'anno 888 ed è l'edificio religioso più vecchio della città. Nel XIV secolo le vetrate sono venute create di nuovo ed è divenuta una chiesa gotica.
- Altre chiese della città sono: Vorstadtpfarrkirche, Evangelische Christuskirche, Herz-Jesu-Kirche, Kalvarienbergkirche, Kirche zum Heiligen Franziskus, St. Josef-Kirche
- Fontana della città. Risale alla fine del XVI, nel 1891 è stata tolta e nel 1942 è stata messa una copia della fontana davanti all'edificio della municipalità.
- Colonna Mariana: la colonna è stata costruita verso l'anno 1660 sulla Piazza Minoriten. Dopo un restauro, la colonna è stata spostata accanto alla Vorstadtpfarrkirche.
- Museo cittadino. Si trova nel castello di Wels e nel Minoritenkloster dov'è la collezione archeologica della preistoria, del tempo romano e della protostoria della città. Nel castello si può vedere la storia dal medioevo fino ai tempi moderni. Inoltre ci sono la collezione della storia dell'agricoltura, il museo austriaco del pane e il museo dei profughi.
- Museo delle Tracce della vita. Si deve a un'idea di Walter Just, fondatore del gruppo industriale Trodat . La collezione è composta di circa 700 oggetti (sigilli e timbri) provenienti da tutti i continenti.
- Museo mondiale delle Bambole. Nel museo si trovano più di 150 bambole e pezzi d'esposizione sulla vita di Käthe Kruse. Il museo esiste dal 2001 ed è l'unico museo di questo genere in Austria.
- Museo del Dragone,  museo privato che contiene la storia del reggimento dragone che è stato dislocato a Wels.

### Centri culturali
Wels dispone di alcuni organizzazioni che allestiscono delle attività culturali oppure offrono un foro per interessati.
- Il Vecchio Mattatoio dove si trovano diverse associazioni culturali, un centro per la gioventù e un ostello della gioventù. Il centro culturale nel Vecchio Mattatoio esiste dal 1985 e dà la massima importanza ad una cultura ed arte sociale e sperimentale. Inoltre sostiene dei progetti contra la disoccupazione persistente ed i giovani disoccupati. Nel Vecchio Mattatoio hanno luogo degli eventi differenti come per esempio teatri, cabaret e concerti.
- La Galleria Nöfa nella vecchia Fabbrica delle Cornici ha iniziato la sua attività culturale nell'anno 1923. In questo posto vengono trasmessi prima di tutto la pittura e l'arte visiva. Tra l'altro ci sono l’Atelier Wels, il Centro Creativo della Gioventù ed un Atelier delle Foto.
- La Casa Culturale delle Media consiste in varie istituzioni culturali (Media Space, Galleria della Città Wels, Libro. Tempo, …).

### Teatri
Il Teatro cittadino Greif esiste dal 1904 e c'è posto per 630 persone. Oggi il teatro viene usato per manifestazioni come per esempio balli, cabaret, congressi ed è anche la sede del cinema d'essai. Ha anche qui luogo il Festival annuale di Richard Wagner, il quale ha celebrato il suo ventenne giubileo nel 2009.
Nel Silo di Cereali hanno luogo circa 80 eventi per l'anno, fra cui letture, cabaret, teatri per i bambini ecc.

## Infrastruttura
In Wels ci sono undici scuole materne, dieci scuole elementari e otto scuole secondarie inferiori con diverse specializzazioni come, per esempio, lingue, sport, musica ecc. In Wels si trova anche un liceo privato solo per ragazze, il Wirtschaftskundliches Realgymnasium der Franziskanerinnen (in breve WRG), tuttavia questo liceo ammette anche ragazzi dall'anno 2007/08. Il WRG è amministrato dall'ordine delle francescane. Esistono anche 2 altri licei con specializzazioni in lingue, sport e scienze naturali: Il Brucknergymnasium e il liceo Wallerer. In Wels si trovano anche scuole secondarie superiore: due istituti tecnici commerciali, il HTL Wels e il HBLA.
Dal 1994 c'è istituto superiore di qualificazione professionale, chiamata FH Wels, che ha cominciato con un ramo di studio solo. Dal 1994 al 2004 i rami di studi sono aumentati e adesso ci sono dieci rami di studi. Attualmente 1200 studenti frequentano il FH Wels.

## Economia

### Economia nel tempo dei romani
L'Agricoltura, il commercio, la produzione di mattoni e di ceramiche come anche la lavorazione della pietra formavano la base economica della città.
Molti beni come statuette e contenitori di ceramica sigillata (da ricordare: la Venere di Wels) venivano importati dall'ovest (come ad esempio dalla Gallia) grazie alle numerose reti stradali dell'impero che attraversavano la città. Inoltre, ben note erano la grande rete est-ovest in direzione Enns e le attività di scambio commerciale con l'Italia.

### Economia attuale
Wels ha circa 40 000 impiegati operanti in 4000 aziende, tra cui 22 600 pendolari provenienti dalle zone circostanti, e una minore percentuale di abitanti di Wels pari a 8.600 lavorano al di fuori della città.
Più del 60% degli impiegati adoperano nel settore terziario, tra cui una grande percentuale si dedica al settore del commercio, mentre il resto si suddivide in settore sociale, servizi pubblici, come anche in enti finanziari e imprese di trasporto. In secondo luogo, stanno le attività di produzione e di lavorazione di vari prodotti. La zona industriale di Wels sta in Pernau. Qui, giacciono stabilimenti di tipo chimico-industriali, fabbriche di mobili, aziende incentrate sulla costruzione di macchine e diversi commercianti all'ingrosso.
Le aziende con il maggior fatturato, tuttavia, sono XXXLutz, Intersport Austria, Doppler Mineralöl, 3e, Sport Eybl & Sports Experts e Felbermayr.
Ulteriori imprese:Trodat, TGW Logistics Group, Rübig, Teufelberger, Reformwerke Wels, Resch & Frisch, Klipp, Richter Pharma, Tiger Coatings.
L'agricoltura ha subito un grande calo di valore negli ultimi anni. Oggigiorno esistono solamente 80 aziende agricole all'interno del territorio di Wels. Esse posseggono 2000 ettari di terreno da lavorare e 4000 buoi e maiali.

### La fiera di Wels
Le origini della fiera sono da ricercare nel secolo XIV. A quei tempi esistevano fiere settimanali (dt. "Wochenmarkt"), che si svolgeva 2 volte a settimana, come anche fiere biennali e una fiera di cavalli. Queste tipo di attività si incentravano soprattutto sul commercio dei beni ricavati dall'agricoltura.
Nel secolo XIX la fiera la si soleva svolgere in centro .
Il 6 settembre 1878 venne organizzata per la prima volta nella storia di Wels la festa popolare conosciuta sotto il nome di Volksfest, cosicché la usuale fiera d'autunno perse importanza con il passare del tempo (anche a causa della continua concorrenza con le città Linz e Ried). Tale festa popolare era già allora di grandi dimensioni, di fatto, occupava uno spazio che equivale a 29 000 m2. Nel giro di tre giorni 56 000 persone visitarono la fiera.
Nel 1880 venne organizzata la seconda festa popolare, questa volta, tuttavia, munita di luce elettrica. Questa cosiddetta “illuminazione di prova ”viene tuttora impiegata (oggi equivale alla sera prima dell'inizio della fiera).
La fiera era, inoltre, di fondamentale importanza, poiché, non solo le industrie di Wels offrivano i loro prodotti, soprattutto agricoli, ma anche aziende provenienti da ogni zona dell'Austria erano solite venire e presentarsi, cosicché, la festa popolare attirò oltre 86 000 visitatori. Tra 1912 e 1924, essa, tuttavia, fu sospesa per la grave situazione economica che aveva inflitto il paese dovuta alla prima guerra mondiale.
Per il suo 50º anniversario si contarono 300 000 ospiti, per cui lo spazio per l'esposizione della fiera dovette essere ampliato: 5 padiglioni su 106 000 m2. Le offerte variavano tra alimentari, macchinari fino ad animali di ogni specie. Durante la seconda guerra mondiale, la fiera, subì nuovamente un'interruzione di ben 10 anni, però, nonostante le gravi circostanze, nel 1948, vennero 482 000 persone alla fiera.
Nel 1952 il numero di visitatori equivaleva già ai 840 000 e 1.100 erano gli espositori. Fu proprio allora che la fiera prese il nome di Welser Messe (it. Fiera di Wels) anziché del nome tradizionale Österreichische Landwirtschaftsmesse (it. Fiera austriaca dell'agricoltura). La superficie misurava 322 000 m2. Tra il 1964 e 1978 furono costruiti ulteriori 13 padiglioni e il nome della fiera venne rinnovato: Internationale Welser Messe (it. Fiera internazionale di Wels). Durante questi anni furono registrati più di un milione di visitatori, una cifra che rappresenta tuttora il culmine della storia della fiera.
Inoltre, per ingrandire la superficie, l'ippodromo di Wels venne spostato verso ovest.
A partire dal 1965 la fiera viene organizzata ogni due anni (ogni anno dispero, in concordanza con le altre fiere dell'Austria)
Negli anni 2006/2007 vennero edificati dei nuovi padiglioni.
Oggigiorno si cerca di puntare sulle energie rinnovabili ed è da anni ormai che si svolge la cosiddetta "fiera del risparmio energetico" (dt. Energiesparmesse) a marzo. La sua celebrità come anche il suo carattere innovativo ha fatto sì che diventi la terza fiera più importante del l'Austria, subito dopo Vienna, e conta 4000 espositori e 461 000 visitatori ogni anno.

### Servizi
La centrale elettrica (EWWAG) è responsabile per il rifornimento della corrente elettrica, dell'acqua come anche per la canalizzazione della città. Altre fonti importanti sono il gas naturale e la produzione di energia solare. Infine, il EWWAG è in collaborazione con it&tel.
Per la rimozione dei rifiuti è stato introdotto il WAV ( “ Welser Abfallverwertung”), basato su un riciclaggio dei rifiuti di tipo termico, che permette non solo di eliminare i rifiuti, ma, allo stesso tempo, di trarre dell'energia sotto forma di calore e di corrente elettrica. L'energia ricavata viene fornita a 60 000 case. Con gli anni la capacità di riciclaggio annuale è passata da 18 000 t a 300 000 t.

## Società

### Evoluzione demografica
La città in sé conta quasi 60 000 abitanti, mentre l'agglomerato urbano arriva a circa 81 000.

## Amministrazione

### Gemellaggi
- Straubing, dal 1973
- Chichigalpa, dal 1988
- Tábor, dal 2005
- Baia Mare, dal 2000[1]

## Sport
In città ha sede la squadra di pallacanestro Welser Basketball Club Wels vincitrice di alcuni titoli nazionali.

### Galleria d'immagini

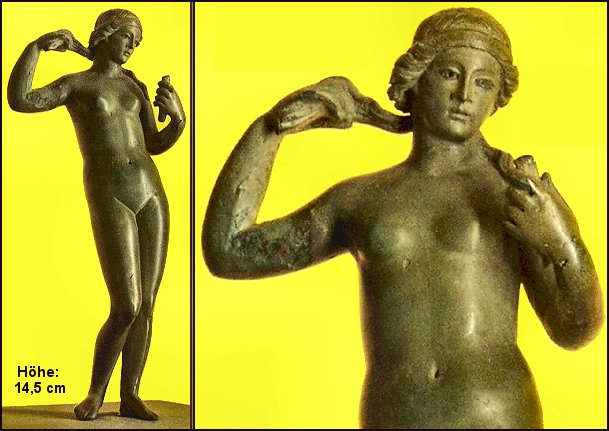
Venere di Wels
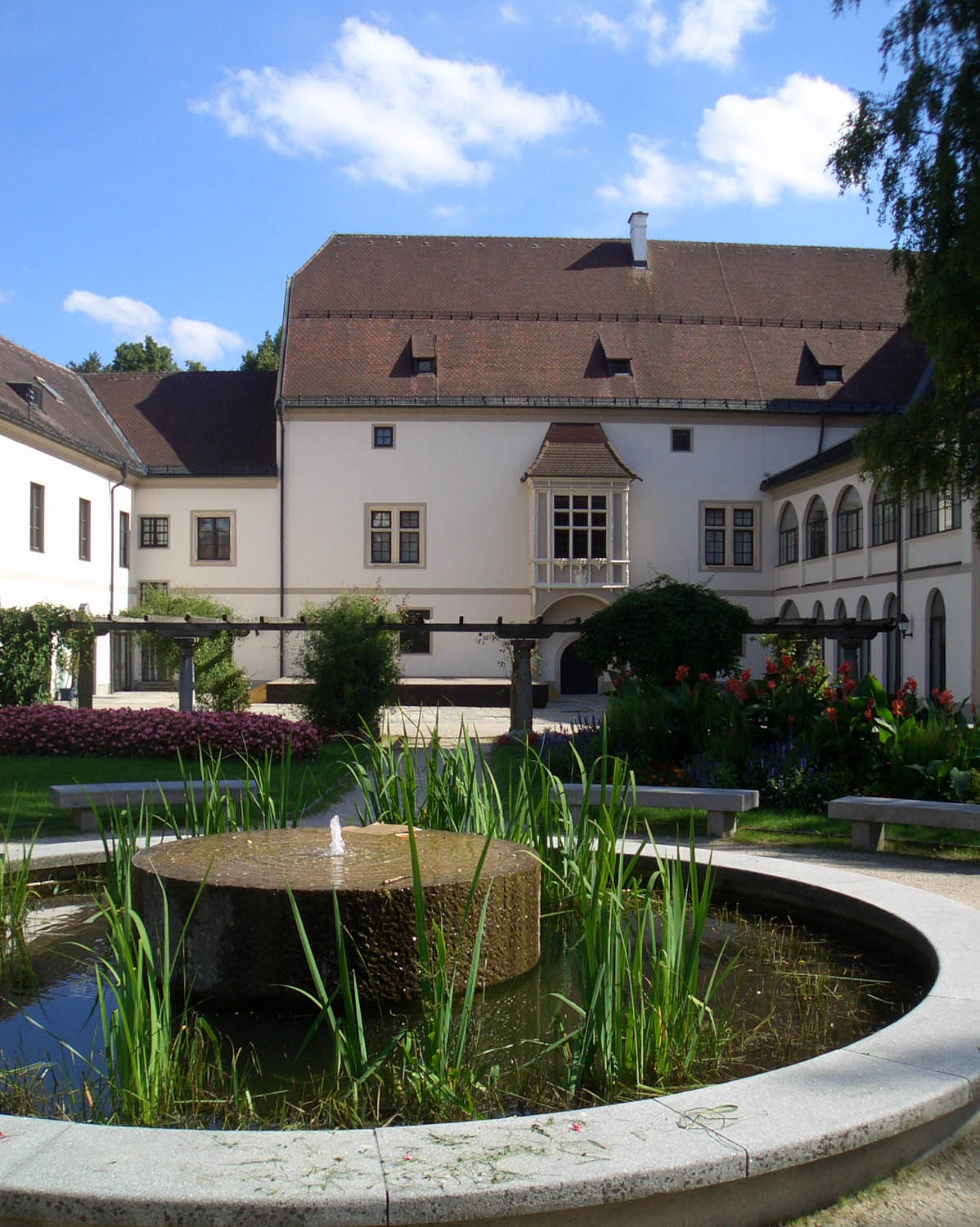
Il Castello di Wels
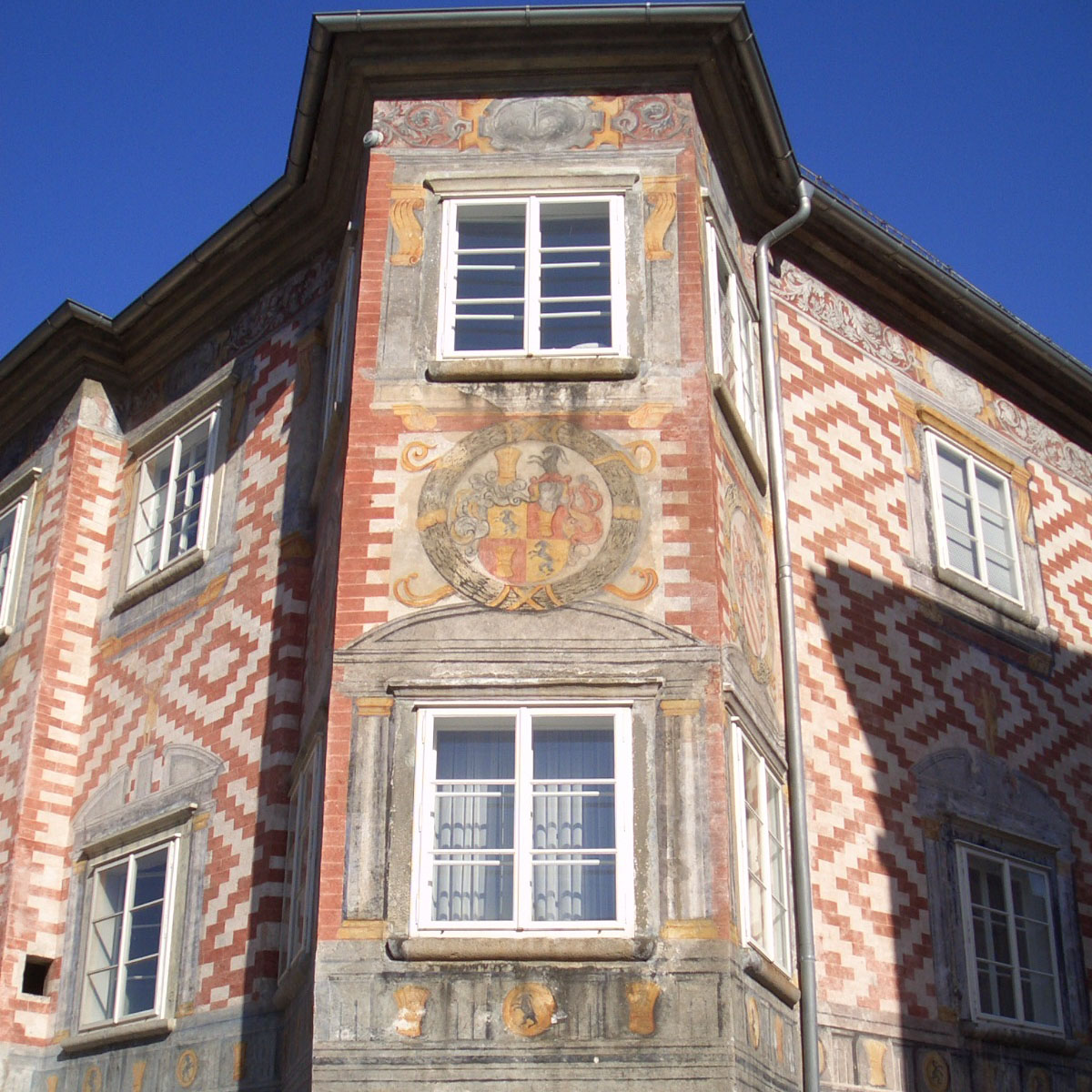
La Casa della Salome Alt
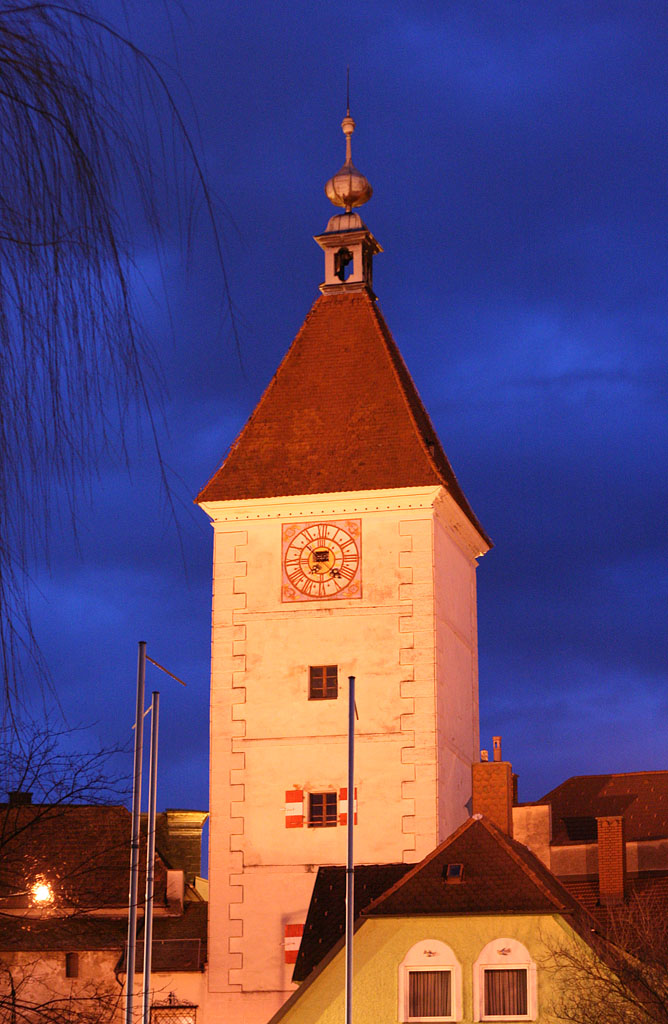
La Torre Lederer
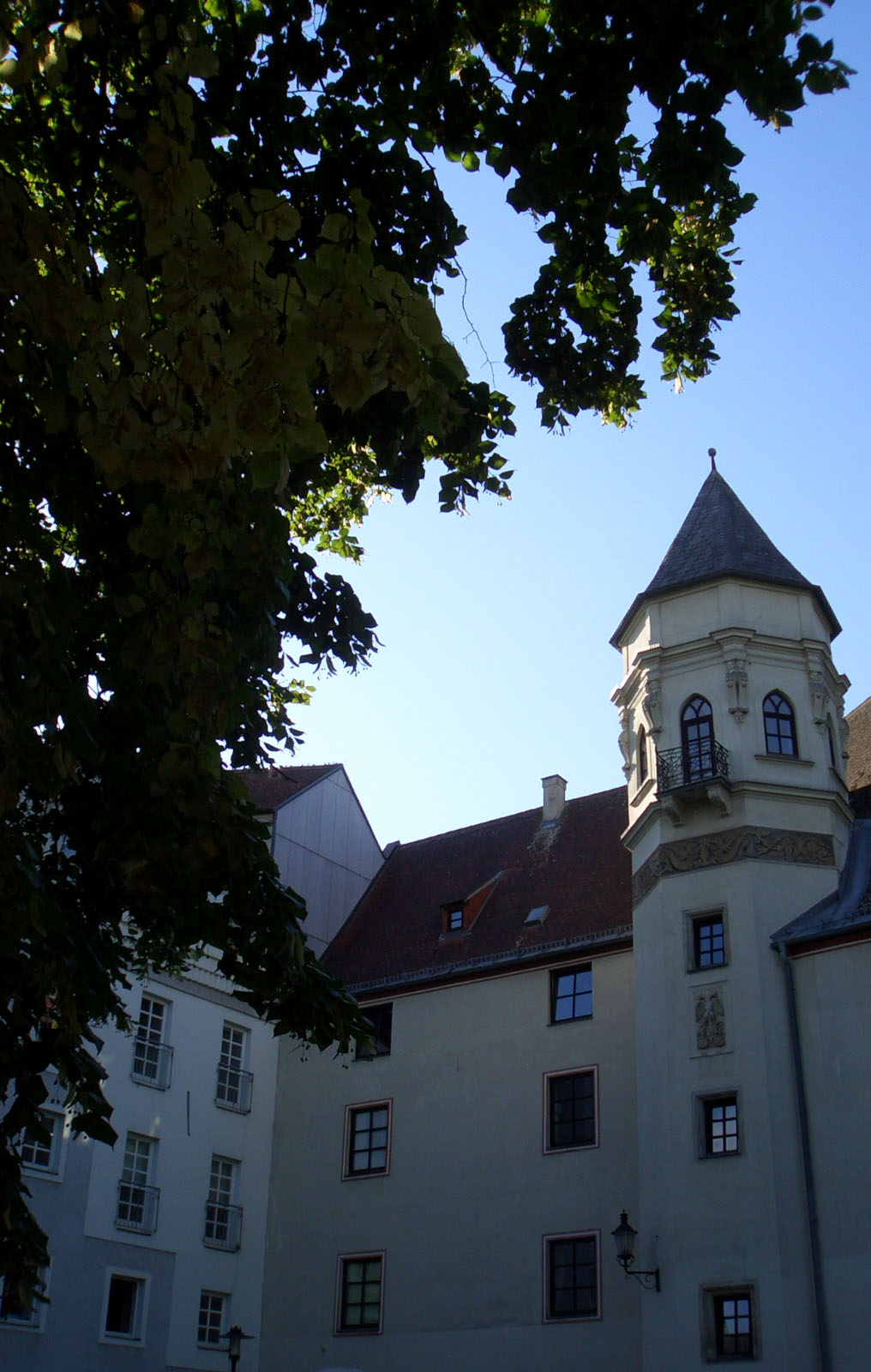
Castello Polheim
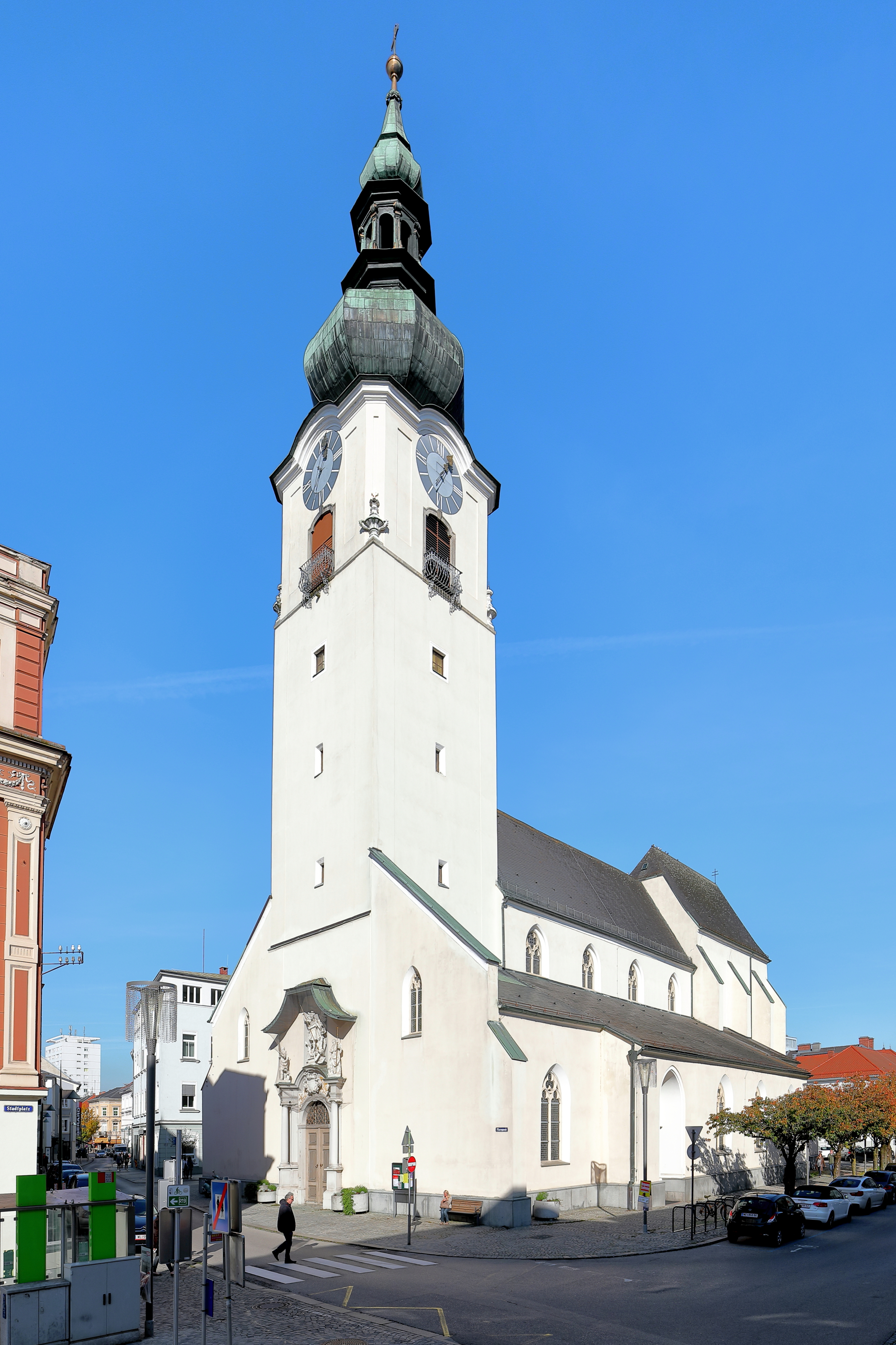
La Chiesa Parrocchiale della città
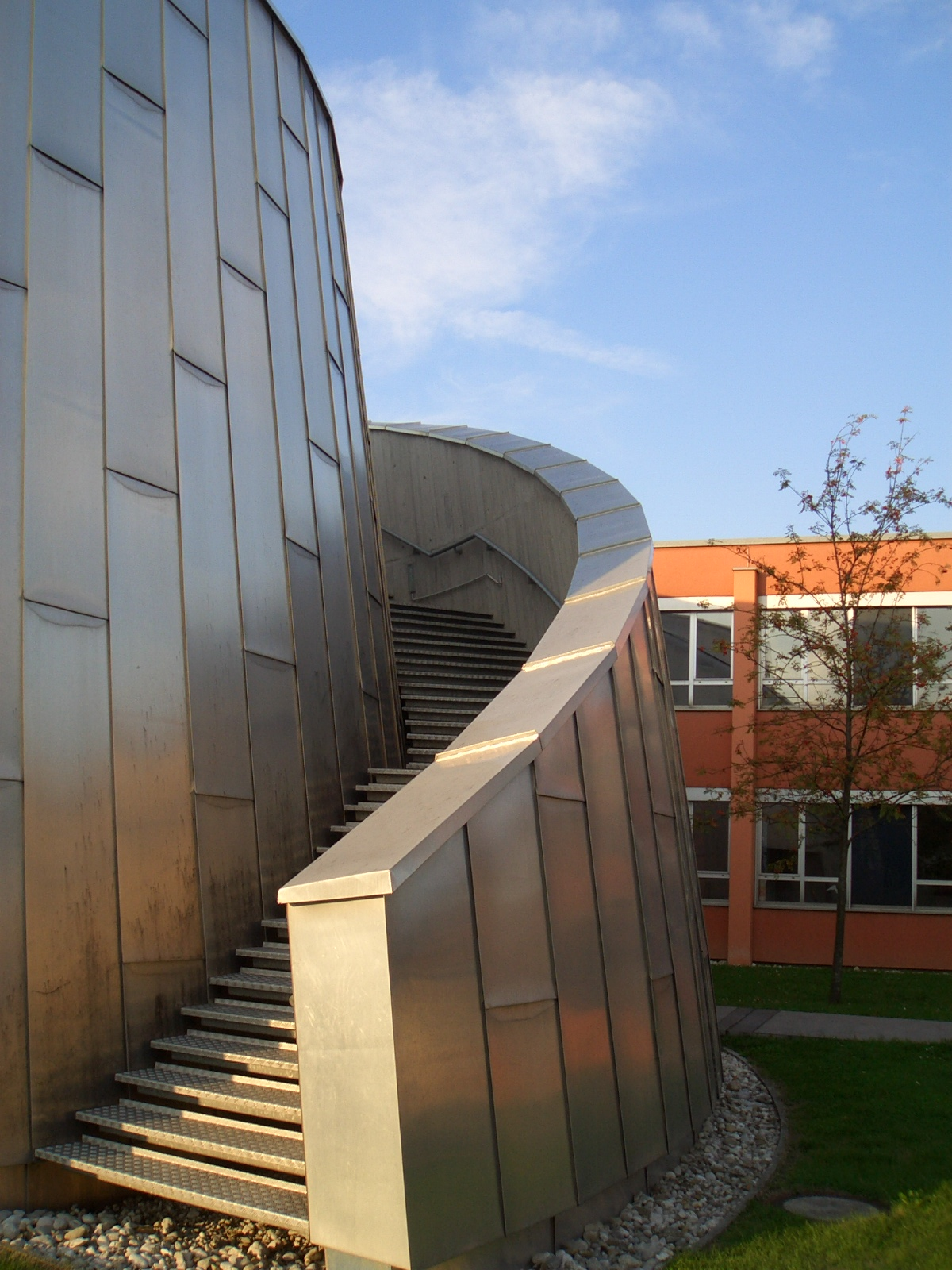
Il liceo Wallerer
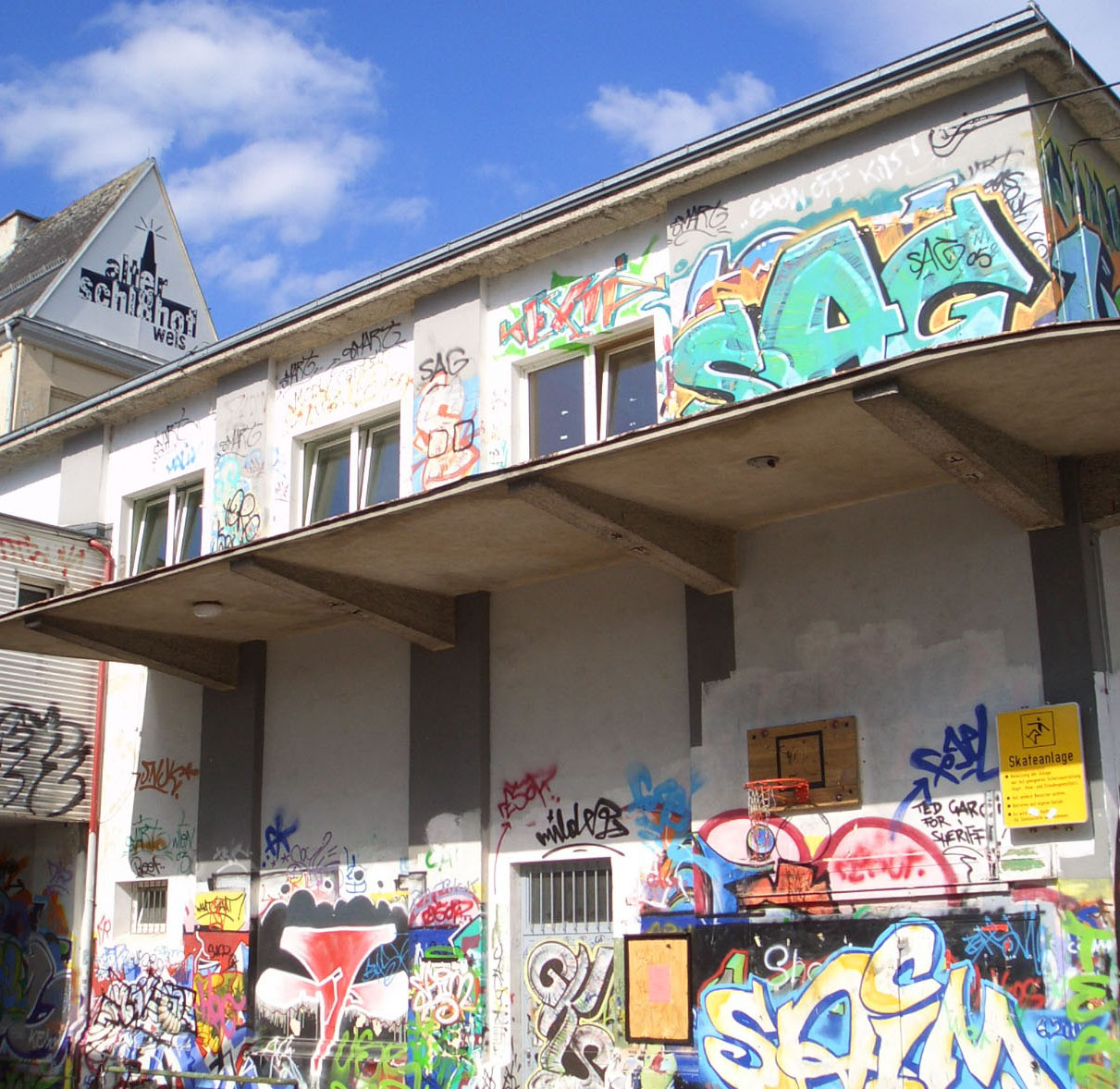
Alter Schlachthof